# Godai Tomoatsu

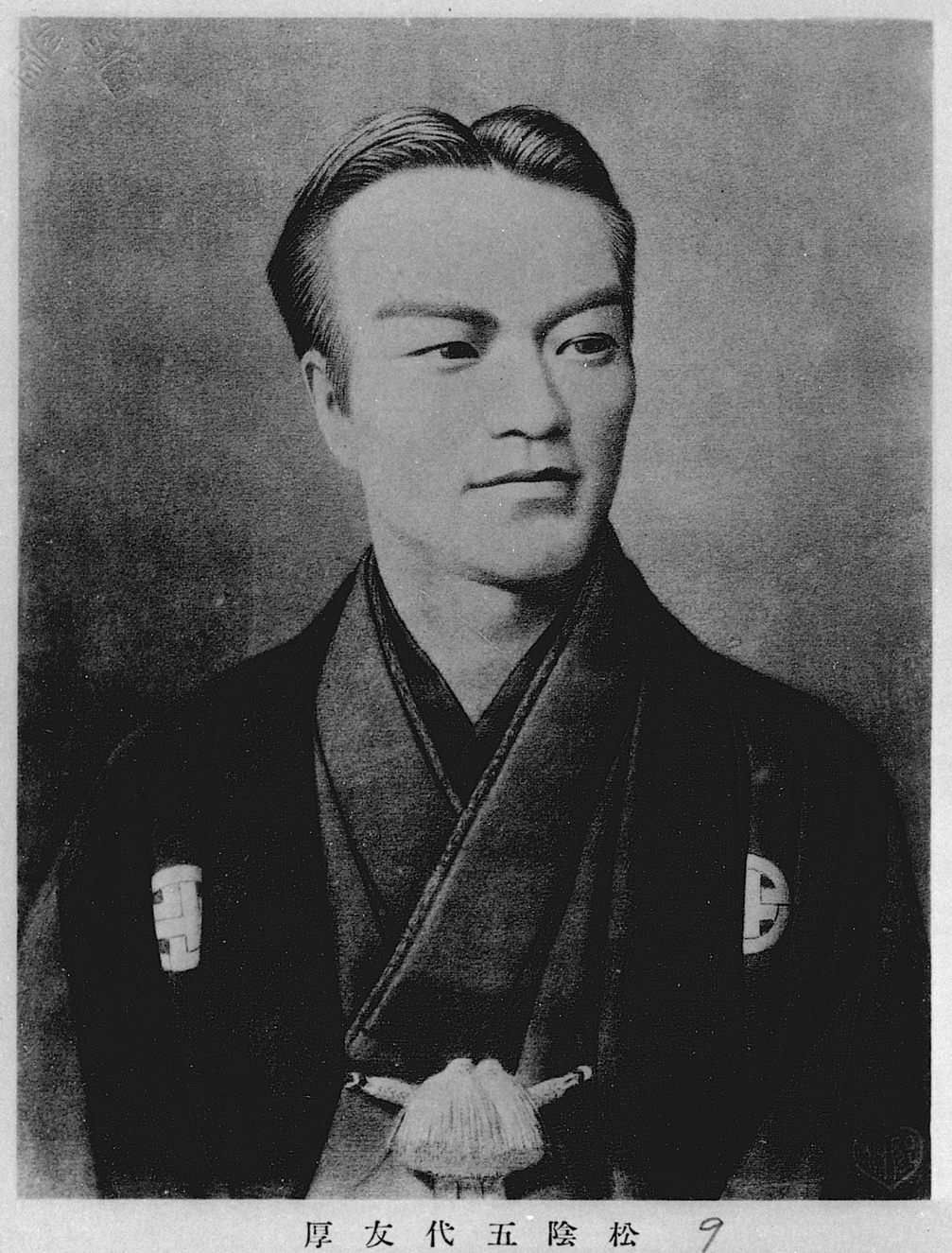
Godai Tomoatsu

Godai Tomoatsu (japanisch 五代 友厚; geb. 12. Februar 1836 in der Provinz Satsuma; gest. 25. September 1886) war ein japanischer Unternehmer während  der späten Edo- und der  frühen Meiji-Zeit.

## Leben und Werk
Godai Tomoatsu wurde in der Satsuma-Domäne geboren und studierte von 1857 bis 1859 in Nagasaki am „Kaigun denshūjo“ (海軍伝習所) Marinewesen. Nach einem heimlichen Besuch in Shanghai begann er sich für die Landesöffnung einzusetzen. 1863 war er in die Bombardierung von Kagoshima als Folge des Namamugi-Zwischenfalls durch englische Kriegsschiffe verwickelt, wurde festgenommen, konnte aber entkommen. 1865 wurde Godai von seinem Han nach Europa geschickt, wo er mit dem Grafen Charles Descantons de Montblanc, einem belgischen Japan-Experten, Kontakt aufnahm, um Geschäftsbeziehungen zustande zu bringen.
Zurück in Japan schlug Godai dem Fürsten von Satsuma vor, Dampfschiffe zu bauen, Webereien einzurichten und geeignete Studenten nach Europa zu entsenden. Gleichzeitig nutzte Godai seine Kontakte zu Europa, um Waffen und sonstigen Bedarf für den Kampf gegen das Tokugawa-Shogunat zu besorgen. Bald nach der Meiji-Restauration 1868 setzte Godai sein diplomatisches Geschick ein, um als Junior-Berater (参与, San‘yo) und Mitglied des Außenministeriums ausländerfeindliche Aktionen enttäuschter Samurai zum Ende zu bringen.
1868 verließ Godai die Regierung und widmete sich mit vollem Einsatz der wirtschaftlichen Entwicklung Japans, wurde berühmt als „Seishō“ (政商), also als „politischer Unternehmer“. Dabei geriet er aber auch in den „Kapitalanlagen-Skandal  Hokkaidō“.
Godai kümmerte sich auch um die Entwicklung der Stadt Osaka als Zentrum des Reis-Vertriebs, setzte sich für den Aufbau einer Börse und der Industrie- und Handelskammer ein. – Von seinem Hauptquartier in Osaka organisierte und betrieb er selbst nicht weniger als zehn größere Unternehmen, wobei sein Hauptinteresse neben der Stadtentwicklung  dem internationalen Handel, galt.
Eine wichtige Quelle zur Zeitgeschichte ist Godais Tagebuch zum Besuch fremder Länder, das Kaikoku nikki (廻国日記).
Ein biographischer Spielfilm von Regisseur Mitsutoshi Tanaka über das Lebenswerk Godais mit dem Titel Godai – Das Wunderkind, in dem Godai von dem verstorbenen Haruma Miura gespielt wird, wurde 2020 veröffentlicht.